# Meleagros (König)
Meleagros (altgriechisch Μελέαγρος Meléagros) war im Jahr 279 v. Chr. kurzzeitig König von Makedonien.
Meleagros war ein Bruder des Ptolemaios Keraunos und damit ein Sohn Ptolemaios’ I. und der Eurydike. Als König von Makedonien folgte er auf seinen Bruder, regierte aber nur zwei Monate, ehe er abgesetzt wurde. Sein Nachfolger wurde Antipatros II.